# Cuartel General Imperial

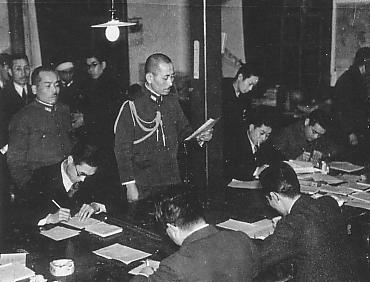
Anuncio hecho por el Cuartel General Imperial en enero de 1942.

El Cuartel General Imperial (大本営, Daihon'ei), como parte del Consejo Supremo de Guerra, fue establecido en 1893 para coordinar las acciones entre la Armada Imperial Japonesa y el Ejército Imperial Japonés durante los tiempos de guerra. En términos de funciones, es aproximadamente equivalente al Estado Mayor Conjunto de los Estados Unidos.

## Historia
El Cuartel General Imperial fue establecido por el Decreto Imperial 52 del 19 de mayo de 1893 dentro de la oficina del Estado Mayor General del Ejército Imperial Japonés. El Emperador de Japón quien fue definido como jefe de Estado y el Generalísimo de las Fuerzas Armadas Imperiales Japonesas según la Constitución de Meiji de 1889 a 1945, fue nombrado Jefe del Cuartel General Imperial, y fue asistido por el personal designado del Ejército Imperial Japonés y de la Armada Imperial Japonesa.
El Estado Mayor del Cuartel General Imperial era totalmente independiente del gobierno civil del Imperio de Japón, incluyendo al gabinete e incluso al primer ministro de Japón. Se permitió al primer ministro Itō Hirobumi asistir a reuniones por la orden expresa del emperador Meiji durante la Primera Guerra Sino-japonesa. Sin embargo, el primer ministro Katsura Tarō, a pesar de su fondo militar, se negó a entrar a las reuniones durante la subsecuente guerra ruso-japonesa.
El Decreto Imperial 658 del 18 de noviembre de 1937 suprimió al Cuartel General Imperial original, el cual fue reconstituido inmediatamente bajo del Decreto Militar 1, lo cual le dio al nuevo Cuartel General Imperial la autoridad de comando sobre todas las operaciones militares durante situaciones pacíficas así como situaciones en tiempos de guerra.
En noviembre de 1937, para mantener a los Jefes del Estado Mayor del Ejército y de la Armada en una consulta más cercana con su gobierno, el emperador Hirohito estableció un organismo conocido como el Cuartel General Imperial-Conferencia Gubernamental de Enlace dentro del Cuartel General Imperial. Las conferencias de enlace fueron pensadas para asistir a la integración de las decisiones y las necesidades de las dos secciones militares del Cuartel General con los recursos y las políticas del resto del gobierno. Alcanzar acuerdos entre el Ejército y la Armada en el planeamiento estratégico era a menudo difícil. Cuando el acuerdo finalmente era alcanzado en una edición estratégica importante, el acuerdo fue reducido a la escritura en un documento llamado un acuerdo central y firmado por ambos jefes del estado mayor general del ejército y de la Armada.
Las decisiones finales de las conferencias de enlace fueron divulgadas y aprobadas formalmente en las conferencias imperiales las cuales el emperador Hirohito presidió personalmente en el Palacio Imperial de Tokio.
Durante la guerra del Pacífico, y después del bombardeo a Tokio, la Cuartel General Imperial se reubicó en una estructura subterránea en las montañas a las afueras de Nagano.
Con la rendición de Japón, el Comandante Supremo de las Fuerzas Aliadas ordenó la abolición del Cuartel General Imperial el 13 de septiembre de 1945.

## Organización

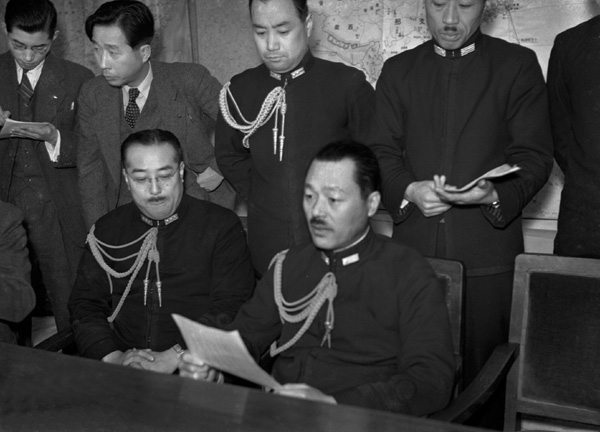
Anuncio desde el Cuartel General Imperial del ataque a Pearl Harbor (8 de diciembre de 1941).

El Cuartel General Imperial abarcó secciones del Ejército y de la Armada. La sección del Ejército abarcó al Jefe del Estado Mayor General del Ejército y su Jefe de Operaciones del Ejército, y al ministro del Ejército. La sección de la Armada abarcó al jefe del Estado Mayor General de la Armada y su jefe de Operaciones de la Armada, y al ministro de la Armada. Además, al inspector general del Entrenamiento Militar, cuyo rango era casi igual al de los jefes del Estado Mayor General, y el ayudante de campo del emperador de Japón eran también miembros.
Los oficiales de rangos medios del Estado Mayor General del Ejército y de la Armada, y del Ministerio del Ejército y de la Armada, se hicieron frente de vez en cuando en las conferencias de enlace o de estudios para discutir los planes estratégicos de la guerra del Japón y especialmente, el planeamiento requería de la cooperación entre los servicios de ambas ramas, fuera de las reuniones formales en presencia del emperador.
Las relaciones entre el Ejército y la Armada de Japón nunca eran cordiales, y estaba marcado a menudo por una hostilidad profunda. El Ejército vio a la Unión Soviética como la amenaza más grande de Japón y en una gran parte de estos apoyaron el concepto general de Hokushin-ron el cual establecía que los intereses estratégicos de Japón estaban en el continente asiático. La Armada miraba a través del océano Pacífico y vio a los Estados Unidos como la amenaza más grande, y en general apoyó el concepto de Nanshin-ron de que los intereses estratégicos de Japón estaban en Asia Sur-Oriental y las islas del Pacífico.